# Enicospilus lacsa
Enicospilus lacsa là một loài tò vò trong họ Ichneumonidae.